# ثاغرا
بلدية صَخْراء أو (نقحرة: ثاغرا) (بالإسبانية: Zagra) هي بلدية تقع في مقاطعة غرناطة التابعة لمنطقة أندلوسيا جنوب إسبانيا.

## الديموغرافيا
بلغ عدد سكان بلدية صَخْراء 959 نسمة عام 2011 (وفقاً للمعهد الوطني الإسباني للإحصاء).
| 1.187 | 1.195 | 1.108 | 1.068 | 1.022 | 968 | 959 |